# Степківська сільська рада (Андрушівський район)
Степківська сільська рада — колишня адміністративно-територіальна одиниця та орган місцевого самоврядування у Ходорківському, Андрушівському і Попільнянському районах Бердичівської округи, Київської й Житомирської областей Української РСР та України з адміністративним центром у с. Степок.

## Населені пункти
Сільській раді підпорядковані населені пункти:
- с. Степок
- с. Корчмище

## Населення
Відповідно до перепису населення СРСР, станом на 17 грудня 1926 року, чисельність населення ради становила 2 030 осіб, з них за статтю: чоловіків — 965, жінок — 1 065, етнічний склад: українців — 1 950, поляків — 76, інших — 4. Кількість господарств — 429, з них несільського типу — 4.
Відповідно до результатів перепису населення СРСР, кількість населення ради станом на 12 січня 1989 року становила 1 025 осіб.
Станом на 5 грудня 2001 року, відповідно до перепису населення України, кількість мешканців сільської ради становила 893 особи.

## Склад ради
Рада складалася з 14 депутатів та голови.

### Керівний склад сільської ради
| ПІБ                         | Основні відомості                                                                     | Дата обрання | Дата звільнення |
| --------------------------- | ------------------------------------------------------------------------------------- | ------------ | --------------- |
| Войцехівська Ніна Петрівна  | Сільський голова, 1954 року народження, освіта                                        | 26.03.2006   | 31.10.2010      |
| Сорока Володимир Сергійович | Сільський голова, 1964 року народження, освіта вища, член Української Народної Партії | 31.10.2010   |                 |

Примітка: таблиця складена за даними джерела

## Історія
Створена 1923 року в с. Степок Ходорківської волості Сквирського повіту Київської губернії. Станом на 1 жовтня 1941 року в підпорядкуванні ради значилося селище залізничної станції Степок.
Станом на 1 вересня 1946 року сільська рада входила до складу Андрушівського району Житомирської області, на обліку в раді перебували с. Степок та сел. зал. станції Степок.
11 серпня 1954 року, відповідно до указу Президії Верховної ради Української РСР «Про укрупнення сільських рад по Житомирській області», підпорядковано с. Корчмище ліквідованої Корчмищенської сільської ради Андрушівського району. На 1 березня 1961 року сел. зал. станції Степок не перебувало на обліку населених пунктів.
На 1 січня 1972 року сільська рада входила до складу Андрушівського району Житомирської області, на обліку в раді перебували села Корчмище та Степок.
Виключена з облікових даних 17 липня 2020 року. Територію та населені пункти ради, відповідно до розпорядження Кабінету Міністрів України № 711-р від 12 червня 2020 року «Про визначення адміністративних центрів та затвердження територій територіальних громад Житомирської області», включено до складу Волицької сільської територіальної громади Житомирського району Житомирської області.
Входила до складу Ходорівського (7.03.1923 р.), Андрушівського (27.06.1925 р., 4.01.1965 р.) та Попільнянського (30.12.1962 р.) районів.